# 2896 Preiss
2896 Preiss eller 1931 RN är en asteroid i huvudbältet, som upptäcktes 15 september 1931 av den tyske astronomen Karl Wilhelm Reinmuth i Heidelberg. Den har fått sitt namn efter Günter Preiss.
Asteroiden har en diameter på ungefär 7 kilometer och den tillhör asteroidgruppen Flora.